# Cynodonichthys
Cynodonichthys là một chi trong họ Rivulidae gồm các loại cá bản địa của Trung Mỹ và Nam Mỹ

## Các loài
Các loài được ghi nhân trong chi này là
- Cynodonichthys azurescens (Vermeulen, 2013)[3]
- Cynodonichthys birkhahni (Berkenkamp & Etzel, 1992)
- Cynodonichthys boehlkei (Huber & Fels, 1985)
- Cynodonichthys brunneus (Meek & Hildebrand, 1913)
- Cynodonichthys chucunaque (Breder, 1925)
- Cynodonichthys elegans (Steindachner, 1880)
- Cynodonichthys frommi (Berkenkamp & Etzel, 1993)
- Cynodonichthys fuscolineatus (W. A. Bussing, 1980)
- Cynodonichthys glaucus (W. A. Bussing, 1980)
- Cynodonichthys godmani (Regan, 1907)
- Cynodonichthys hendrichsi (Álvarez & Carranza, 1952)
- Cynodonichthys hildebrandi (G. S. Myers, 1927)
- Cynodonichthys isthmensis (Garman, 1895)
- Cynodonichthys kuelpmanni (Berkenkamp & Etzel, 1993)
- Cynodonichthys leucurus (Fowler, 1944)
- Cynodonichthys magdalenae (C. H. Eigenmann & Henn, 1916) (Magdalena rivulus)
- Cynodonichthys monikae (Berkenkamp] & Etzel, 1995)
- Cynodonichthys montium (Hildebrand, 1938)
- Cynodonichthys myersi (C. L. Hubbs, 1936)
- Cynodonichthys pacificus (Huber, 1992)
- Cynodonichthys pivijay (Vermeulen, 2013)[3]
- Cynodonichthys ribesrubrum (Vermeulen, 2013)[3]
- Cynodonichthys rubripunctatus (W. A. Bussing, 1980)
- Cynodonichthys siegfriedi (W. A. Bussing, 1980)
- Cynodonichthys sucubti (Breder, 1925)
- Cynodonichthys tenuis Meek, 1904 (dogtooth rivulus)
- Cynodonichthys uroflammeus (W. A. Bussing, 1980)
- Cynodonichthys villwocki (Berkenkamp & Etzel], 1997)
- Cynodonichthys wassmanni (Berkenkamp & Etzel, 1999)
- Cynodonichthys weberi (Huber, 1992)
- Cynodonichthys xi (Vermeulen, 2013)[3]